# Lady Lever Art Gallery
La Lady Lever Art Gallery est un musée d'art britannique à Port Sunlight, dans le Merseyside, en Angleterre. Fondé par William Lever, il a ouvert en 1922 et fait partie des National Museums Liverpool. Ses collections comprennent notamment L'Arrivée de Cléopâtre en Cilicie, par William Etty, ou Le Bouc émissaire, par William Holman Hunt.

## Galerie

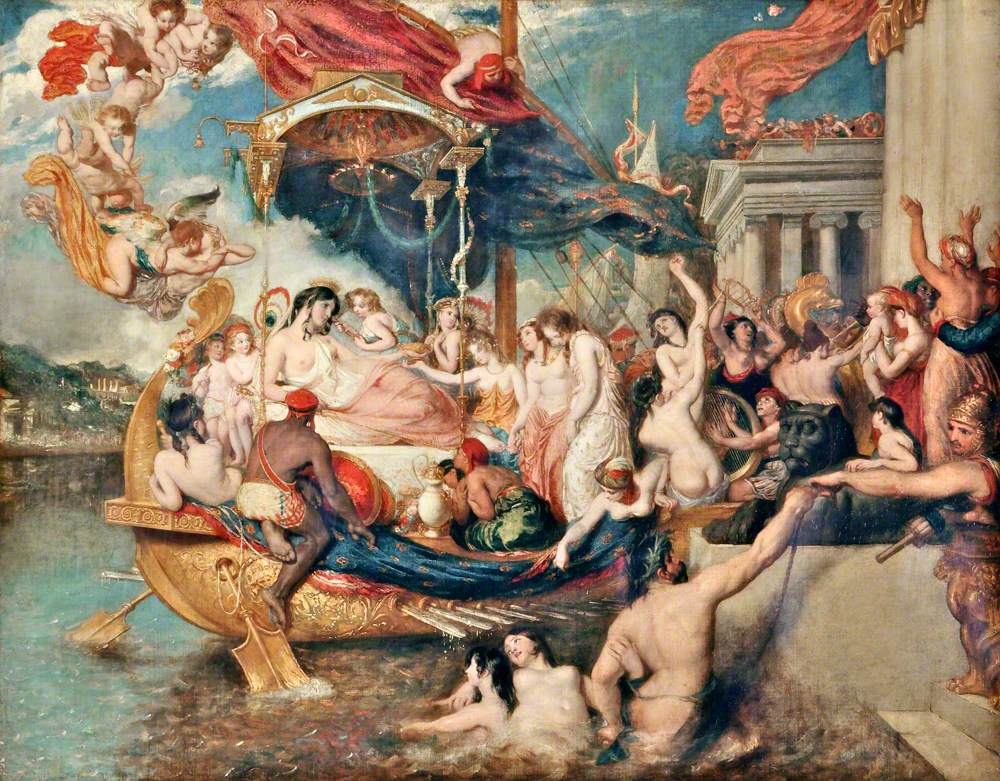
L'Arrivée de Cléopâtre en Cilicie, par William Etty, 1821.
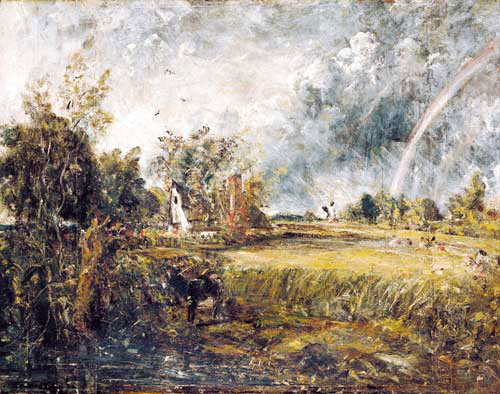
Cottage à East Bergholt, par John Constable, vers 1835.
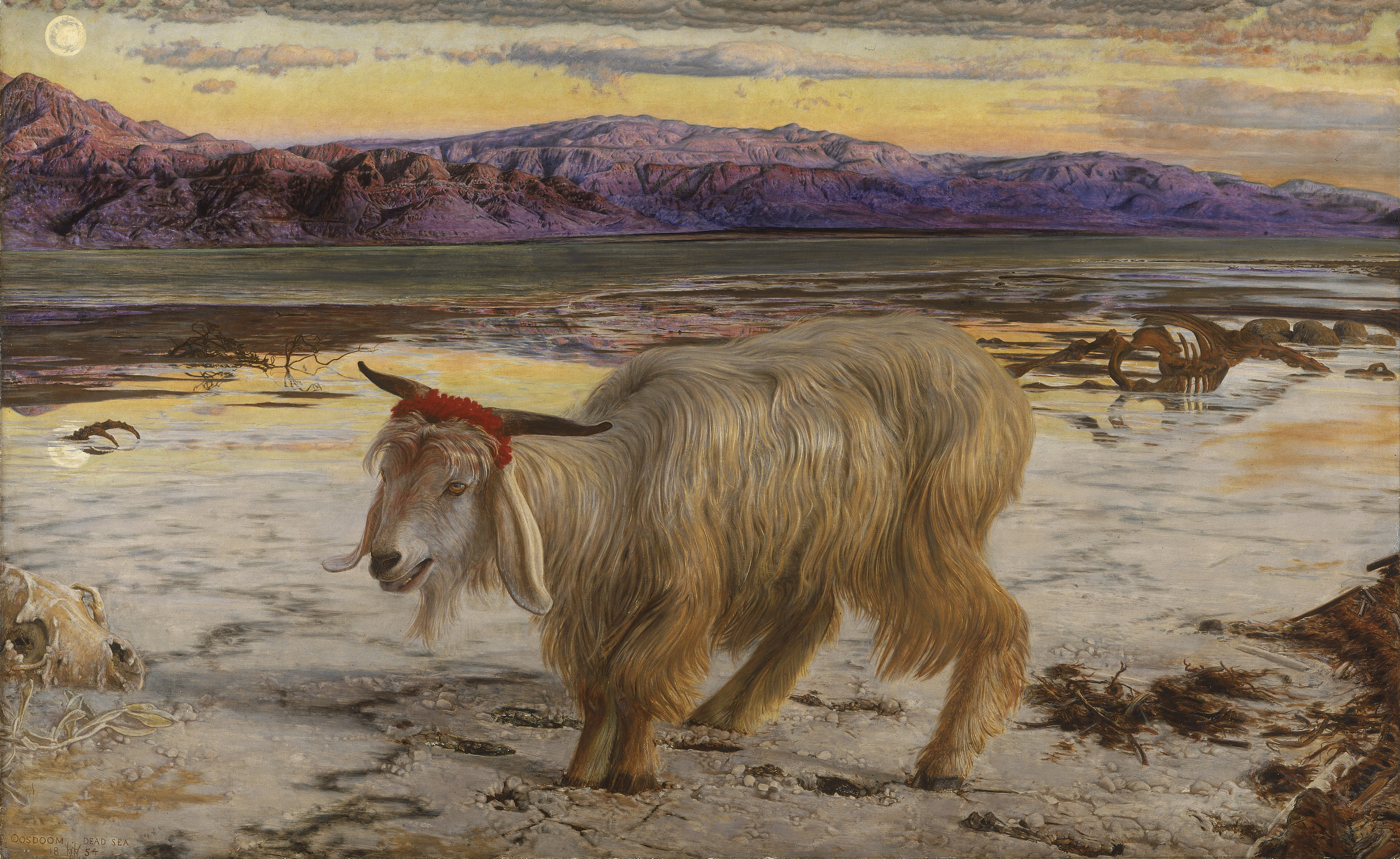
Le Bouc émissaire, par William Holman Hunt, 1854-1856.
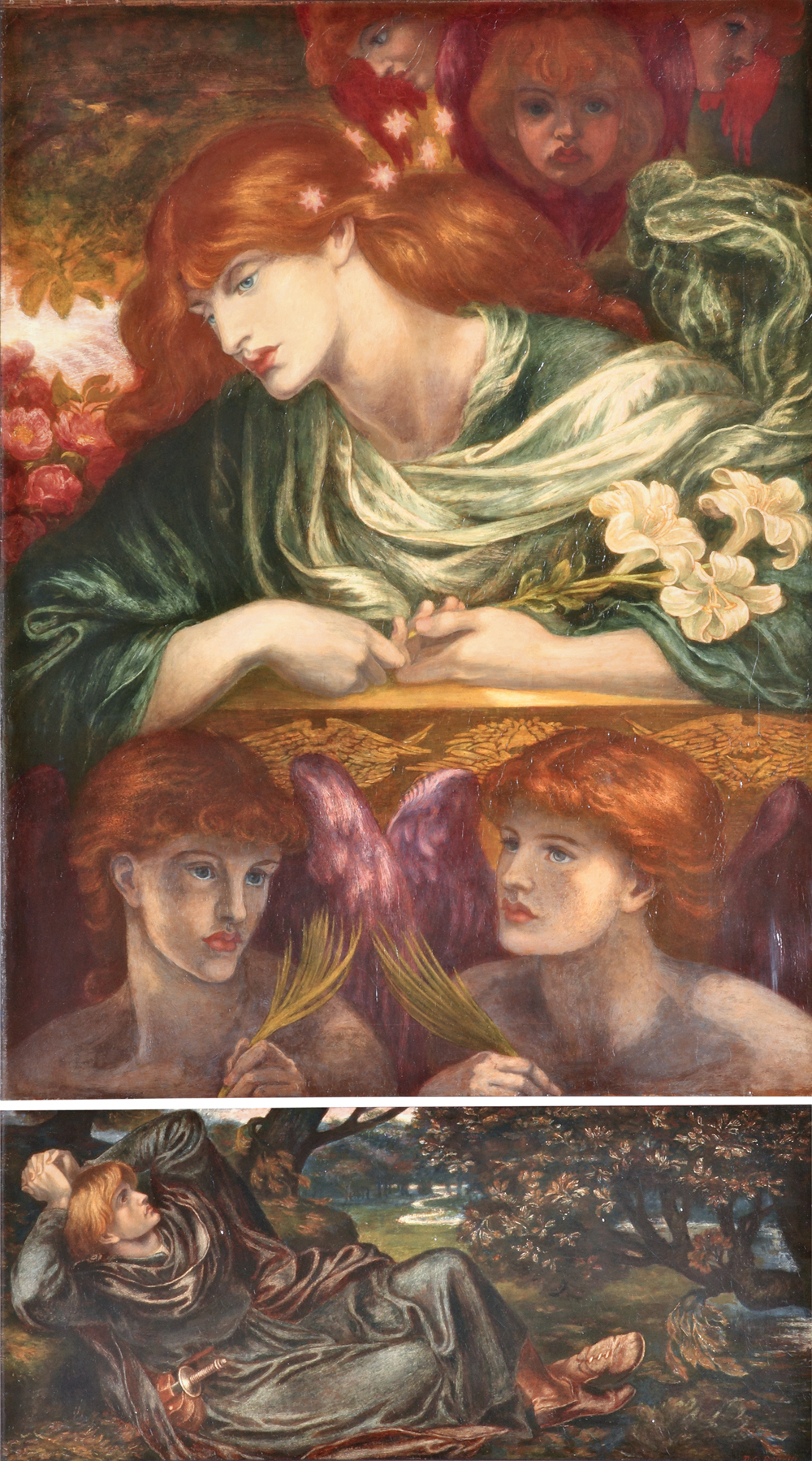
La Damoiselle élue, par Dante Gabriel Rossetti, 1871-1878.
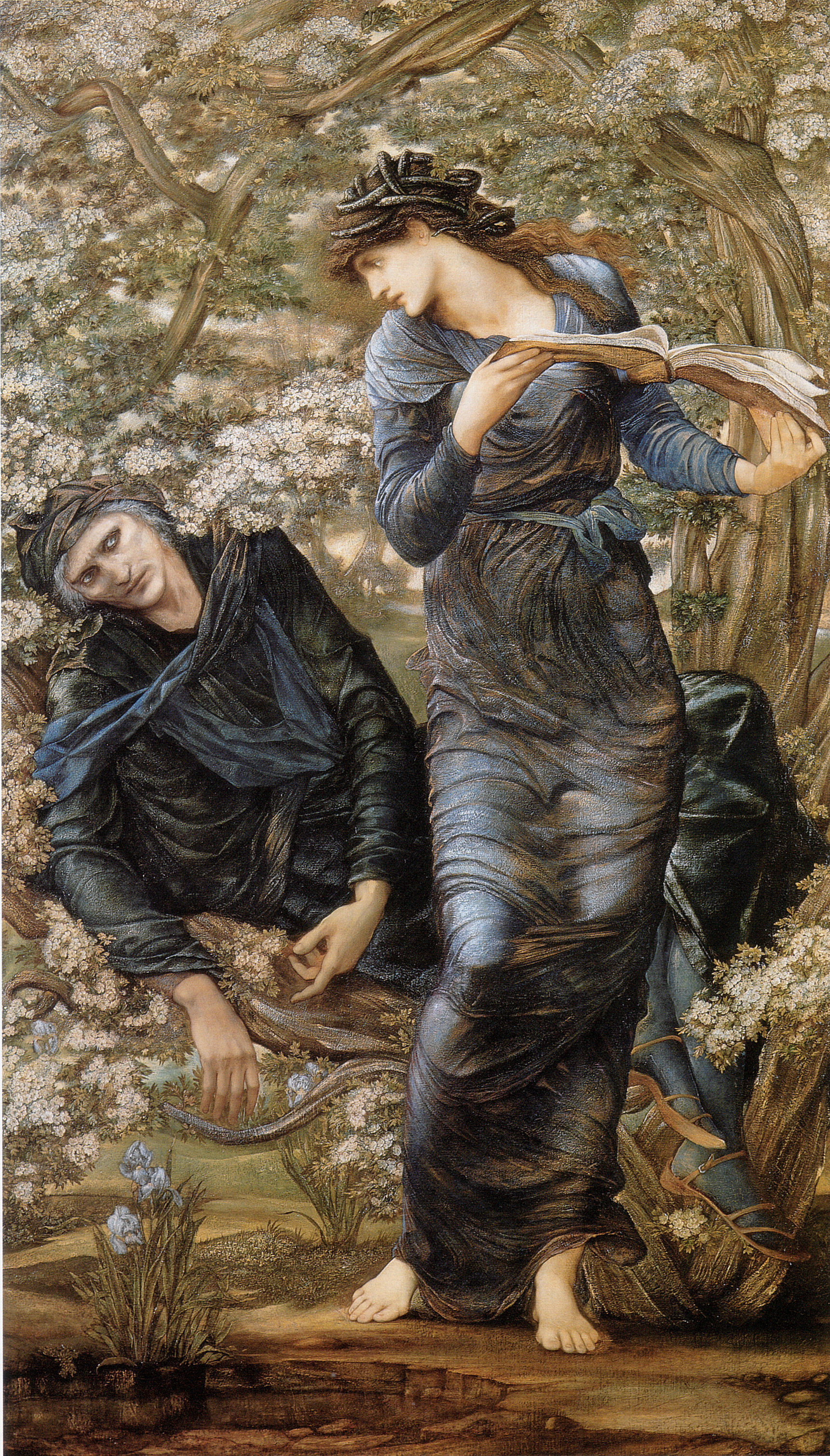
L'Enchantement de Merlin, par Edward Burne-Jones, 1872-1877.
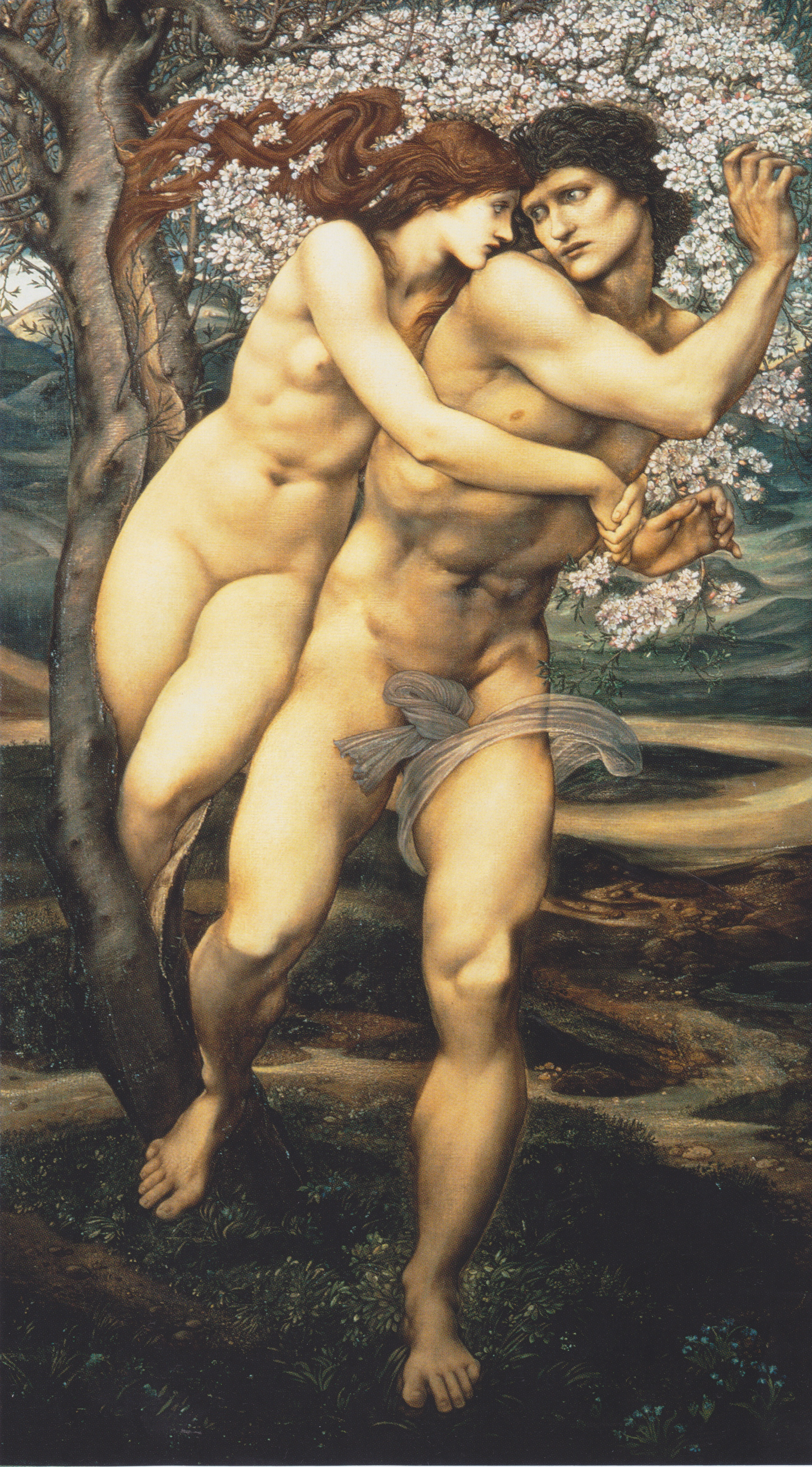
L'Arbre de l'oubli, par Edward Burne-Jones, 1881-1882.
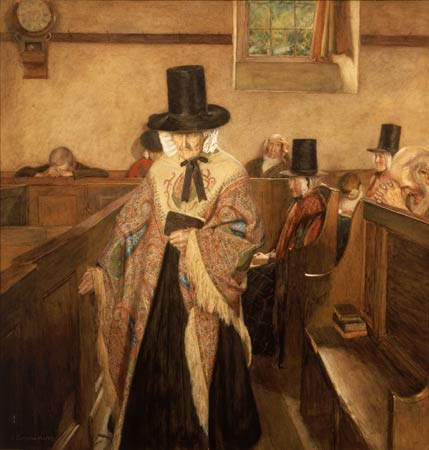
Salem, par Sydney Curnow Vosper (en), 1908.
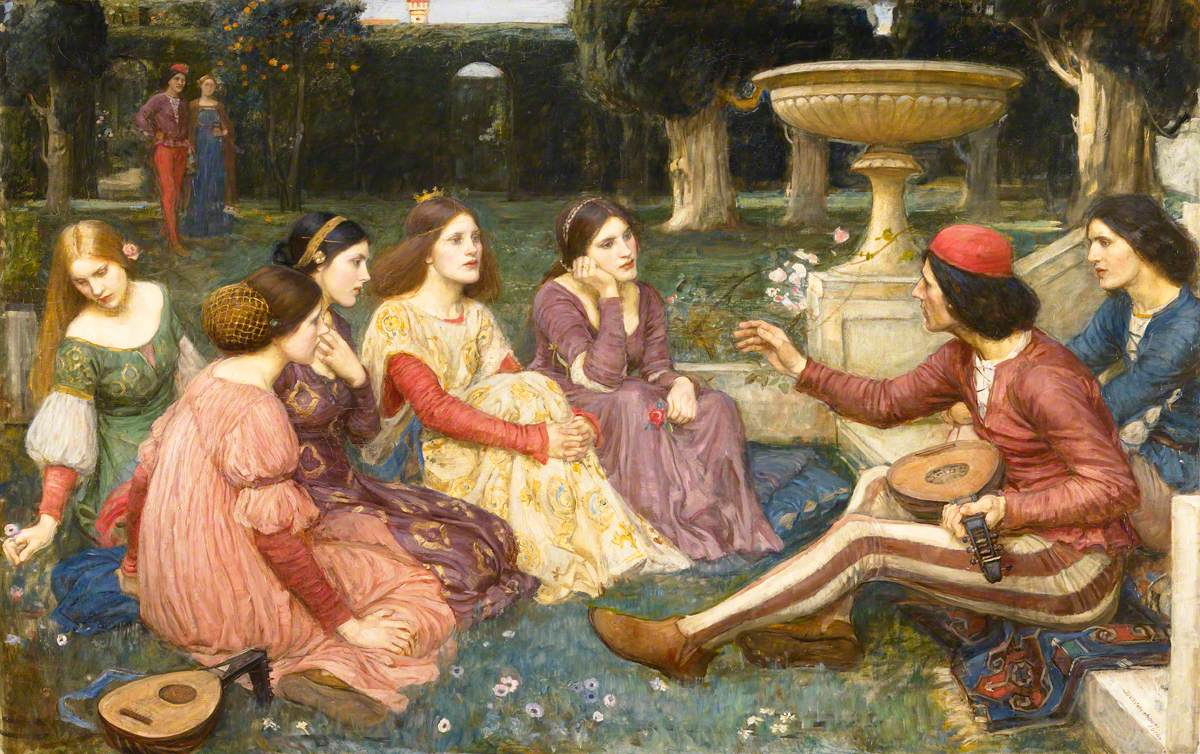
Un conte du Décaméron, par John William Waterhouse, 1916.
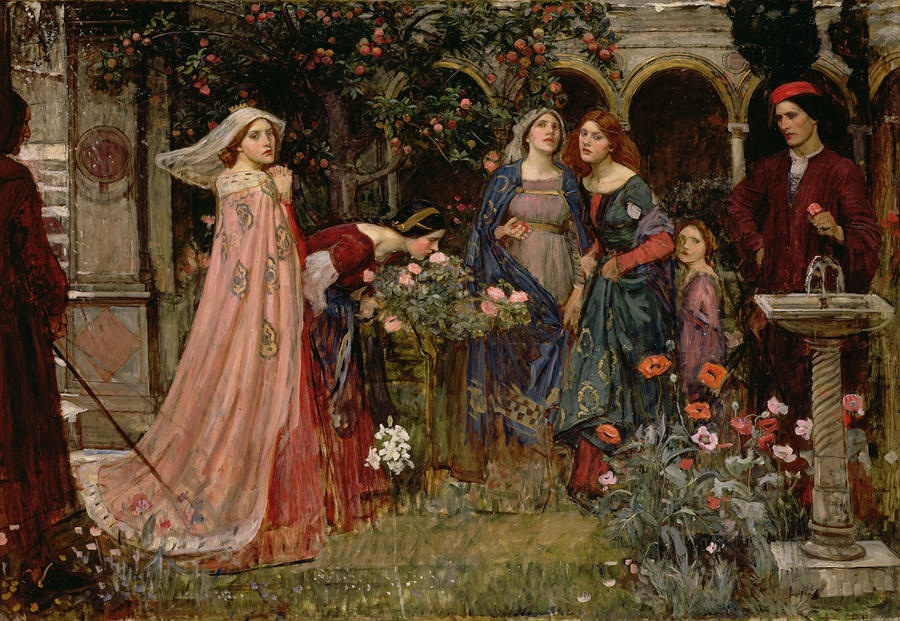
Le Jardin enchanté, par John William Waterhouse, 1916-1917.